# Wien (Town)
Die Town of Wien ist eine von 41 Towns im Marathon County im US-amerikanischen Bundesstaat Wisconsin. Im Jahr 2010 hatte die Town of Wien 825 Einwohner.
Town hat in Wisconsin eine grundlegend andere Bedeutung, als im übrigen englischsprachigen Bereich. Vielmehr entspricht sie den in den anderen US-Bundesstaaten üblichen Townships, die nach dem County die nächstkleinere Verwaltungseinheit bilden.

## Geografie
Die Town of Wien liegt im nördlichen Zentrum Wisconsins, rund 30 km westlich des in den Mississippi mündenden Wisconsin River.
Die geografischen Koordinaten des Zentrums der Town of Wien sind 44°53′46″ nördlicher Breite und 90°01′24″ westlicher Länge. Sie erstreckt sich über eine Fläche von 81,8 km². 
Die Town of Wien liegt im mittleren Nordwesten des Marathon County und grenzt an folgende Nachbartowns und -gemeinden:
| Town of Johnson    | Town of Rietbrock                           | Town of Rib Falls               |
| Town of Frankfort  | Kompassrose, die auf Nachbargemeinden zeigt | Village of Edgar Town of Cassel |
| Town of Eau Pleine | Village of Fenwood Town of Cleveland        | Town of Emmet                   |

## Verkehr
Der in West-Ost-Richtung verlaufende Wisconsin State Highway 29 bildet den Nordrand der Town of Wien. Der Westrand der Town wird vom Wisconsin State Highway 97, der Südrand vom County Highway P und der Ostrand vom Country Highway H gebildet. Im Zentrum Town kreuzen der in Nord-Süd-Richtung verlaufende County Highway M und der von West nach Ost führende County Highway N. Alle weiteren Straßen sind untergeordnete Landstraßen, teils unbefestigte Fahrwege sowie innerörtliche Verbindungsstraßen.
Der nächste Flughafen ist der Central Wisconsin Airport in Mosinee bei Wausau (rund 35 km südöstlich).

## Bevölkerung
Nach der Volkszählung im Jahr 2010 lebten in der Town of Wien 825 Menschen in 283 Haushalten. Die Bevölkerungsdichte betrug 10,1 Einwohner pro Quadratkilometer. In den 283 Haushalten lebten statistisch je 2,91 Personen. 
Ethnisch betrachtet setzte sich die Bevölkerung zusammen aus 99,3 Prozent Weißen sowie 0,6 Prozent Asiaten; 0,1 Prozent (eine Person) stammten von zwei oder mehr Ethnien ab. Unabhängig von der ethnischen Zugehörigkeit waren 0,2 Prozent der Bevölkerung spanischer oder lateinamerikanischer Abstammung. 
29,5 Prozent der Bevölkerung waren unter 18 Jahre alt, 57,8 Prozent waren zwischen 18 und 64 und 12,7 Prozent waren 65 Jahre oder älter. 49,0 Prozent der Bevölkerung war weiblich.
Das mittlere jährliche Einkommen eines Haushalts lag bei 59.191 USD. Das Pro-Kopf-Einkommen betrug 24.593 USD. 5,0 Prozent der Einwohner lebten unterhalb der Armutsgrenze.

## Ortschaften in der Town of Wien
Neben Streubesiedlung existiert in der Town of Wien mit der gemeindefreien Siedlung Wien nur eine Ortschaft.